# Roy Keane
Roy Maurice Keane (Cork, 10 augustus 1971) is een Iers voetbalcoach en voormalig voetballer die doorgaans als centrale middenvelder speelde. Keane was jarenlang aanvoerder van Manchester United, waar hij 12 seizoenen actief was van 1993 tot 2005. Hij beëindigde zijn actieve loopbaan bij het Schotse Celtic in 2006 en was tot medio 2011 als trainer werkzaam bij de Engelse tweedeklasser Ipswich Town.

## Carrière als voetballer

### Clubs
Als voetballer speelde Keane het grootste deel van zijn carrière bij Manchester United FC, waar hij in 1993 terechtkwam na 3 seizoenen voor Nottingham Forest FC te hebben gevoetbald. Bij Nottingham was de middenvelder 3 jaar basisspeler en scoorde in totaal 22 keer. Op het seizoen 1997/1998 na (Keane had dat seizoen een ernstige knieblessure) heeft Keane in Manchester altijd op een basisplaats kunnen rekenen en was hij een belangrijke pion in het team van manager Alex Ferguson. Eind 2005 vertrok Keane onverwacht bij Manchester, nadat club en speler na onderling overleg besloten het contract te ontbinden. Keane vertrok naar het Schotse Celtic FC, alwaar hij voor anderhalf jaar tekende. Aan het einde van het seizoen werd er wel nog een testimonial georganiseerd voor Keane tussen Manchester United en Celtic.

### Gedrag op het veld en erbuiten
Keane viel ook op door zijn onbeheerste acties. Zo kreeg hij het met Patrick Vieira aan de stok in een wedstrijd van Manchester United tegen Arsenal. Hij had ook regelmatig ruzie met scheidsrechters en grensrechters. Ondanks zijn agressieve gedrag is hij erg populair in zijn geboorteland Ierland.
Ook buiten het veld kwam Keane regelmatig in opspraak. Oud-Manchester United manager Alex Ferguson zegt het volgende over Keane in zijn autobiografie: Keane voerde een waar schrikbewind in de kleedkamer met zijn intimiderende en agressieve gedrag. Zijn vertrek was het beste wat Manchester United ooit is overkomen.

#### Alf-Inge Håland incident
Alf-Inge Håland stopt in 2003 met voetballen door een slepende knieblessure. Roy Keane wordt gezien als de dader. In de Manchester derby, op 21 april 2001, tussen Manchester United en Manchester City (1-1) haalt Keane vol met zijn noppen door op de rechterknie van Håland, waardoor deze de wedstrijd niet kan afmaken.
Roy Keane geeft in zijn autobiografie aan dat hij wraak wilde nemen op Håland en hem bewust hard wilde raken. In de wedstrijd tussen Leeds United en Manchester United in het seizoen 1997-1998 scheurde Roy Keane zijn voorste kruisband af in een duel met Håland, die destijds voor Leeds United uitkwam. Håland boog zich over Keane en maakte hem uit voor aansteller, in de veronderstelling dat Keane een strafschop wilde versieren.
Håland zelf heeft altijd aangegeven dat de slepende knieblessure niet direct door Keane komt, omdat Keane hem trapt op zijn rechterknie en het zijn linkerknie betrof waarmee hij al jaren sukkelde. Daarnaast, zo gaf Håland zelf aan, had hij een maand voorafgaand aan de betreffende wedstrijd ook al last van zijn linkerknie.
Ondanks de verdediging van Roy Keane’s daad, door nota bene Håland zelf, achtten medici het aannemelijk dat de grove charge op het rechterbeen van Håland is doorgedreund naar het linkerbeen. Hoe dan ook heeft Håland in twee jaar tijd, na het duel met Keane, nooit meer een hele wedstrijd kunnen voetballen. In 2003 wordt Håland zijn contract op 30-jarige leeftijd ontbonden door Manchester City.

### Iers International
Ook als international was Keane lange tijd een belangrijke speler en belangrijkste aanvoerder van de decennia, en werd uitgeroepen tot de beste Ierse speler op het WK van 1994. In 2001 was hij de belangrijkste speler bij de kwalificatie voor het WK 2002 in Zuid-Korea en Japan. Na onenigheid met bondscoach Mick McCarthy vlak voor het WK werd hij uit de selectie gegooid en besloot hij (voorlopig) te stoppen als international. Hij keerde later wel terug onder trainer Brian Kerr en stopte definitief als international in 2005.

## Carrière als trainer

### Clubs
Keane was van augustus 2006 tot 4 december 2008 werkzaam als trainer van Sunderland AFC. Daar moest hij het veld ruimen vanwege tegenvallende prestaties. Hij werd vervangen door de Schot Ricky Sbragia. Met Sunderland wist hij in z'n eerste seizoen als trainer te promoveren naar de Premier League door kampioen te worden van de Football League Championship. Er moet gezegd worden dat Sunderland AFC wel laatste stond in de 2de klasse! Op 23 april werd bekend dat Keane in dienst zou treden bij de Championship-club Ipswich Town FC als nieuwe trainer, hij tekende een contract voor twee jaar.
Bij Ipswich Town werd Keane de laan uitgestuurd wegens niet gelijke opinies. Hij werd opgevolgd door interim-coach Ian McParland.

## Erelijst
Als speler
| Competitie              |                   |                                                               |                   |                   |
| Competitie              | Aantal            | Jaren                                                         |                   |                   |
| Nottingham Forest       | Nottingham Forest | Nottingham Forest                                             | Nottingham Forest | Nottingham Forest |
| ----------------------- | ----------------- | ------------------------------------------------------------- | ----------------- | ----------------- |
| Full Members Cup        | 1x                | 1991/92                                                       |                   |                   |
| Manchester United       |                   |                                                               |                   |                   |
| Mondiaal                |                   |                                                               |                   |                   |
| Intercontinental Cup    | 1x                | 1999                                                          |                   |                   |
| Internationaal          |                   |                                                               |                   |                   |
| UEFA Champions League   | 1x                | 1998/99                                                       |                   |                   |
| Nationaal               |                   |                                                               |                   |                   |
| Premier League          | 7x                | 1993/94, 1995/96, 1996/97, 1998/99, 1999/00, 2000/01, 2002/03 |                   |                   |
| FA Cup                  | 4x                | 1993/94, 1995/96, 1998/99, 2003/04                            |                   |                   |
| FA Community Shield     | 4x                | 1993, 1996, 1997, 2003                                        |                   |                   |
| Celtic                  |                   |                                                               |                   |                   |
| Scottish Premier League | 1x                | 2005/06                                                       |                   |                   |
| Scottish League Cup     | 1x                | 2005/06                                                       |                   |                   |

Als trainer
| Football League Championship | 1x | 2006/07 |

## Trivia
- Het nummer Roy's Keen van het album Maladjusted van Morrissey betreft Roy Keane, wat bevestigd wordt door Morrissey, die live altijd zingt: "never seen a keener midfielder".